# Ола, Джордж
Джордж Э́ндрю О́ла (англ. George Andrew Olah, Дьёрдь Олах венг. Oláh György; 22 мая 1927, Будапешт, Венгрия — 8 марта 2017, Лос-Анджелес, США) — американский химик, выходец из Венгрии. Внёс особый вклад в изучение образования «неклассических» гипервалентных карбокатионов через суперкислоты. Удостоен Нобелевской премии по химии в 1994 году. Удостоен Медали Дж. Пристли — наивысшей награды Американского химического общества.

## Детство
Родился в еврейской семье Дьюлы Олы и Магды Краснаи в родительской квартире в доме 15 по улице Хайош в Пеште, рядом с проспектом Андрашши. Его отец служил юристом в Будапеште, мать была домохозяйкой.
По окончании начальной школы будущий химик поступил в римско-католическую гимназию Отцов-пиаристов, которая считалась одной из лучших школ Будапешта. Во время немецкой оккупации школа работала под покровительством и защитой лютеранского священника Габора Стело, основателя Гаудиополиса. (Во время второй мировой войны пастор Стело занимался спасением еврейских детей, и Ола был одним из них.) В школе был сделан акцент на широту образования. Углублённо изучались гуманитарные науки — история, иностранные языки, изящные искусства и даже философия. К ученикам предъявлялись довольно высокие требования. Все восемь лет обучения они должны были изучать латынь и немецкий язык, а также — четыре года — французский или греческий (по выбору). Кроме того, юный Дьёрдь брал частные уроки английского и французского. Обучение естественным наукам, таким как математика, физика и химия, тоже было довольно основательным. Учитель, преподававший в гимназии естественные науки, позже стал профессором физики в Будапештском Университете. Учёба давалась будущему химику легко, но больше всего ему нравились гуманитарные дисциплины, особенно история.
В одном из интервью Ола вспоминал про одного из своих учителей:

Своего учителя химии я, к сожалению, не помню.
А вот учителя физики помню хорошо, это был Йожеф Эвегеш. Десяти-пятнадцатилетний подросток о чём только не думает, и мне кажется, физика занимает далеко не первое место среди его интересов. Но Йожеф Эвегеш мог пробудить интерес. Это был пиаристский священник, на урок он всегда приходил в твёрдой шляпе. Заходил в класс, становился за кафедру, снимал шляпу с головы и лёгким движением забрасывал её на вешалку в углу аудитории. Может быть, ему всего лишь везло. Но возможно, для этого нужны были основные знания по физике, не знаю… но шляпа в девяноста случаях из ста оставалась на вешалке. Кто же не будет внимательно слушать после такого начала?
Оригинальный текст (венг.)Kémiatanáromra sajnos nem emlékszem. A fizikatanárunkra viszont jól emlékszem, Öveges József volt. Egy 15-10 éves fiúnak sok mindenen jár az esze, és nem hiszem, hogy ezek között a fizika olyan nagyon fontos helyet foglalna el. De Öveges József érdeklődést tudott kelteni. Piarista pap volt, mindig keménykalapban jött be az órára. Belépett az ajtón, megállt a katedrán, levette a kalapot a fejéről, és egy laza mozdulattal a tanterem sarkában álló fogasra dobta. Lehet, hogy mindig csak szerencséje volt. de az is lehet, hogy ehhez alapvető fizikai ismeretek voltak ehhez szükségesek, nem tudom, de a kalap százból kilencvenszer fönt maradt a fogason. Ki az, aki nem figyel egy ilyen indítás után?

Ола окончил гимназию весной 1945 года, ровно в конце войны.
О военном времени Ола предпочитал не вспоминать. Известно только, что его единственный брат Петер (тремя годами старше) погиб в конце Второй мировой войны в русском лагере военнопленных, а родители выжили.

## Университет
Сразу после войны, в 1945 году, Ола поступил в Будапештский технологический университет на факультет химической инженерии.
Окончил университет молодой учёный-химик в 1949 году. В июне он получил место ассистента профессора в институте органической химии. В июле того же года Ола женился на девушке, которую полюбил, когда ещё ходил в гимназию.

## Личная жизнь
Будущую жену, Юдит Лендьель, Ола встретил в 1943 году во время своего летнего отдыха в одном из пансионатов недалеко от Будапешта. Ему было 16 лет, ей — 14. Они поженились через шесть лет, 9 июля 1949 года, и всю жизнь жили вместе в счастливом браке. Когда Юдит выходила замуж, она работала в университете лаборантом, но после замужества поступила на химико-инженерный факультет. Позже Юдит стала коллегой и самым важным помощником учёного.
В 1954 году у них родился первый ребёнок, Джордж Джон (венгерское имя Дьёрдь Янош). Второй ребёнок, Рональд Петер Ола, родился в 1959 году, когда семья уже жила в Канаде. Жена Ола в это время прекратила работать и на десять лет полностью посвятила себя семье и детям. Лишь потом она вернулась в научную жизнь.
Старший сын учёного, Джордж, стал магистром бизнеса, работает в страховой компании, а младший, Роналд, — врач-терапевт.
У Джорджа Ола трое внуков — Петер, Кейтлин и Джастин.

## Ранние исследования
Свою исследовательскую деятельность Ола начал в институте органической химии в 1949 году под руководством известного химика-органика, основавшего в Венгрии первый институт органической химии, профессора Гезы Земплена — ученика Эмиля Фишера. В июне 1949 года Дьёрдь Ола был назначен ассистентом профессора, что было большой привилегией и, хотя и не приносило никакого дохода, зато ему не надо было платить за возможность работать с именитым учёным. Около 1950 года Ола, много читавший о фторорганических соединениях, заинтересовался ими. Ола было дано право работать над собственными идеями на верхнем чердаке здания университета.
Будучи молодым ассистентом профессора, Ола имел возможность начать свою преподавательскую деятельность. В 1953 году он начал преподавать свой собственный курс под названием «Теоретическая органическая химия» (по сути, читалась физическая органическая химия). Позже на основе своих лекций, которые читались в 1953—1954 годах, Ола написал двухтомный учебник «Теоретическая органическая химия». Первый том вышел в печать на немецком языке только в 1960 году (уже после эмиграции учёного), а второй — так и не был издан.
В круг интересов молодого учёного в то время вошли, помимо реакций фторированных углеводов, алкилирование по Фриделю-Крафтсу и впоследствии реакции алкилирования ацил- и алкилфторидами с трифторидом бора в качестве катализатора. Эти исследования положили также начало интересу в области реакций электрофильного ароматического, а затем алифатического замещения. Другая его область интересов включала изучение химии нитрат-иона, в частности, приготовление тетрафторобората нитрония — стабильной соли нитрония. Публикации молодого учёного попались на глаза Гансу Меервейну, который послал Ола ободряющее письмо. Между ними завязалась переписка, и однажды Ола даже получил от немецкого химика банку трифторида бора, что было на тот момент очень ценным подарком. Занимаясь фторорганическими соединениями, Дьёрдь Ола был очень заинтересован в исследовании их фармакологического действия. Он начал сотрудничество с врачом Камилло Шеллеи, который тоже интересовался фторорганическими соединениями, в частности, возможностью их использования в качестве противораковых препаратов. Впоследствии Шеллеи и его жена Габриелла стали друзьями и крёстными родителями старшего сына Ола, Джорджа.
Чтобы больше узнать о сфере медицины, Ола, сдав все экзамены, поступил в медицинский университет. Он прослушал там практически все курсы, и, хотя и не сдавал выпускные экзамены, полученные знания сильно пригодились ему в дальнейшей работе.
В 1950-е годы в Венгрии по советскому образцу сворачивалась исследовательская деятельность университетов, и появлялись профильные институты под покровительством Академии наук. В 1954 году молодой учёный Дьёрдь Ола был приглашён в один из таких институтов — недавно основанный Центральный химический исследовательский институт Венгерской академии наук, который возглавлял профессор Геза Шаи (Schay), физико-химик, занимавшийся химией поверхностей и катализом. Ола он назначил своим заместителем. В этом институте Ола смог организовать свою исследовательскую группу, включавшую примерно 6 — 8 человек, в том числе его жену.
В Химическом исследовательском институте Ола работал до 1956 года. В октябре 1956 года в Венгрии вспыхнула революция против советского режима, которая была практически сразу жестоко подавлена. В ноябре и в декабре 1956 года по Венгрии прокатилась волна эмиграции, более 200 000 человек покинули свою родину, в их числе был и Дьёрдь Ола с семьёй, и большая часть его исследовательской группы.

## Работа в «Dow Chemical»
В декабре 1956 года Дьёрдь Ола со своей женой и их двухлетним сыном Джорджем покинули Венгрию и остаток года провели в Лондоне, где у жены учёного были родственники.
В январе 1957 года Ола был приглашён провести семинар в Кембридже. Это было его первое выступление на английском языке.
Несмотря на хорошее отношение некоторых английских учёных, в Англии Джорджу Ола не удалось найти себе место, и в марте 1957 года семья перебралась в Канаду, в Монреаль.
На тот момент нигде не удалось найти постоянной академической позиции, и Джорджу Ола пришлось идти работать на промышленное производство. Он устроился в компанию «Дау Кемикал» («Dow Chemical»), основное производство которой располагалось в Мидланде, в штате Мичиган. В городе Сарния (канадская провинция Онтарио) компания имела небольшую исследовательскую лабораторию, куда и был принят Ола со своими двумя венгерскими коллегами. В Сарнию Джордж Ола переехал в мае 1957 года. В 1959 году в Сарнии в семье Ола родился младший сын, Рональд. Юдит пришлось оставить работу, поскольку предприятие не могло тогда нанять супружескую пару.
Через некоторое время семья Ола купила небольшой домик недалеко от озера Гурон.
Ола проработал в компании «Дау» восемь лет, и за эти годы он опубликовал около 100 научных статей, а также получил 30 патентов по различным темам промышленной сферы. Кроме того, он работал над доработкой немецкой версии книги «Теоретическая органическая химия». В 1960 году она была опубликована. Завершена была и работа над четырёхтомной монографией «Реакция Фриделя-Крафтса и подобные реакции», которая была опубликована в 1963—1965 годах. Это был большой труд, содержавший почти 4000 страниц и более 10 000 ссылок.
Летом 1963 года работа Джорджа Ола, посвящённая реакциям Фриделя-Крафтса, принесла ему премию Американского химического общества за исследования в химии нефти.
Работать над долгоживущими карбокатионами Ола начал в конце 1950-х годов и стал первым, кто смог непосредственно наблюдать алкильные катионы. Раньше, до его исследований по суперкислотам, не было известно, что депротонирование карбокатиона с образованием двойной связи возможно, но для этого нужны кислоты, гораздо более сильные, чем известные ранее. Открытие таких кислот (впоследствии названных «суперкислотами») оказалось ключом к получению стабильных долгоживущих алкилкатионов и карбокатионов в целом.
Весной 1964 года Джордж Ола из Сарнии перешёл работать в Восточные исследовательские лаборатории «Дау», во Фрамингам (Массачусетс, рядом с Бостоном). Вскоре лаборатория переехала в соседний город Вэйланд. Билл Липскомб (Нобелевская премия по химии, 1967) и Пол Бартлетт из Гарварда стали консультантами Ола и регулярно посещали его лабораторию. Сам Джордж Ола ходил на научные семинары в Гарвардском университете и в MIT.

## Возвращение в науку
В 1965 году учёный решил покинуть промышленную компанию и вернуться в науку. В Канаде Джордж Ола не смог продолжить свою научную карьеру. Поскольку Ола часто хорошо зарекомендовал себя на гарвардских семинарах, в 1965 году Пол Бартлетт предложил Джорджу Ола вернуться к академической деятельности. Бартлетт искал человека, который мог бы занять пост заведующего кафедрой в университете Вестерн Резерв в Кливленде. Летом 1965 года Джордж Ола с женой и двумя детьми переехали в Кливленд.
Во время работы в Кливленде Джорджу Ола и его коллегам удалось добиться слияния химического факультета Университета Западного резервного района и находящегося по соседству Кейсовского технологического института — это произошло в 1967 году. На некоторое время Ола попросили стать главой объединённого факультета. Сам учёный не очень любил заниматься административными делами. Поэтому, несмотря на то, что у него были хорошие организаторские способности, был рад в 1969 году оставить свой пост. Ола получил звание заслуженного профессора исследований Мэйбери (C. F. Maybery Distinguished Professor of Research), а новым главой факультета стал Джон Факлер. Слияние двух факультетов было настолько успешным, что оно привело в 1970 году к слиянию двух университетов с образованием Кейсовского университета Западного резервного района.
Группа Ола быстро росла, и скоро составила 15-20 человек. Это число сотрудников сохранялось на протяжении всей последующей деятельности учёного.
Ола не оставлял преподавание студентам и не только считал это  важным делом, но и получал от преподавания удовольствие.
В 1969 году Ола организовал в Кливленде первый из многочисленных международных исследовательских симпозиумов. Он был посвящён химии карбокатионов, и привлёк много исследователей, занимающихся данной тематикой.
В эти годы учёный продолжал исследования карбокатионов в различных суперкислотных системах, их химических свойств и возможные способы их применения. В течение работы в Кливленде у Ола было около 200 публикаций на тему его исследований.
В 1972 году Джордж Ола предложил называть катионы углеродных соединений «карбокатионами» (потому что соответствующие анионы назывались «карбанионами»). Это предложение было принято Международным союзом теоретической и прикладной химии и рекомендовано к официальному употреблению.
В 1977 году, через 12 лет работы в Кливленде, Джордж Ола осознал, что пора двигаться дальше. Главными направлениями деятельности университета были биомедицинские исследования и программы инженерной школы по получению новых полимеров и материалов. Такая область, как химия карбокатионов, не вписывалась в научную деятельность университета. И поэтому, несмотря на хорошо организованные условия работы, на налаженный быт и на то, что дом был расположен в 10 минутах езды от университета, Ола решил найти другое место, более подходящее для его исследований.

## Университет Южной Калифорнии
В декабре 1976 года Джордж Ола приехал в Университет Южной Калифорнии. Они с женой купили дом недалеко от Беверли Хиллз и по настоянию сына Рона построили рядом с домом бассейн.
Поначалу в университете было тяжело найти место для группы Ола (которая составляла примерно 20 человек). Кроме того, лаборатории были недостаточно подготовлены для работы. В декабре 1979 года, спустя более двух с половиной лет после приезда, Ола со своей исследовательской группой смог занять только что построенное здание Института исследования углеводородов.
Через некоторое время после приезда в Лос-Анджелес старый друг и коллега Карл Франклин познакомил Ола и его жену с Катериной и Дональдом Локерами, меценатами Университета Южной Калифорнии. В 1978 году меценаты сделали свой первый подарок Институту и начали затем его активную поддержку. Потом, в 1983 году, институт был переименован в их честь как «Институт исследования углеводородов имени Локеров».

## Болезни
Активная деятельность Джорджа Ола была неожиданно прервана двумя серьёзными болезнями — в 1979 и 1982 годах.
В начале 1979 года Ола серьёзно заболел вульгарной пузырчаткой. Заболевание долго не могли диагностировать. К августу учёный был в таком тяжёлом состоянии, что его жена настояла на поездке в клинику Майо в Рочестере (Миннесота). Это спасло ему жизнь.
Позже оказалось, что в старом здании, где работал Ола, в 1940-х — 1950-х годах проводились фармакологические исследования с использованием пенициллина (и, возможно, пеницилламина).
Три года спустя, в 1982 году, Ола упал в обморок, и был найден с внутренним кровотечением. Выяснилось, что причиной стала редкая форма рака желудка, которая требовала серьёзной операции. К счастью, она была вовремя обнаружена.
Несмотря на болезни, Джордж Ола и сам продолжал свою работу без длительного перерыва, и научная продуктивность его группы в это время не пострадала. Более того, Ола пишет, что 1980-е были одними из лучших лет в научном плане.

## Дальнейшая деятельность
В 1990-м году Джордж Ола стал директором института Локеров.
В течение всей карьеры и, в частности, во время организации работы института Джорджу Ола помогал Сурья Пракаш — его бывший дипломник, а затем коллега и друг. Они проводили вместе множество исследований и выпустили много совместных работ (напр.,,,,).
Основные направления деятельности Института исследования углеводородов — это поиск новых путей конверсии метана в высшие углеводороды, (ранее такие процессы могли проводиться только через стадию образования свободных радикалов, теперь же появление карбокатиона метана, CH5+ открывает новые возможности для проведения синтезов на его основе), поиск способов циклического использования углекислого газа, изучение реагентов для проведения селективных синтезов, химия кремний-органических соединений. Химия полимеров и материалов, поиск материалов для преобразования фотохимической энергии с целью высокоскоростной обработки информации и биомедицинских приложений, а также химия электроактивных полимеров и нанохимия. Группа Ола активно занималась возможностями улучшения загрязнения окружающей среды: разработкой новых, более экологичных, видов топлива или, например, получением новых источников тока — элементов на основе метанола и кислорода, которые, в отличие от обычных батареек, можно было бы по истечении срока службы не выкидывать, а просто заново наполнять необходимыми веществами (метанолом).
Кроме научной, институт занимается учебной работой.

## Нобелевская премия
В 1994 году Джордж Ола стал Нобелевским лауреатом по химии «за вклад в химию карбокатионов».
Ола стал первым нобелевским лауреатом за всю 114-летнюю историю Университета Южной Калифорнии.
На деньги Нобелевской премии Ола создал фонд поддержки талантливых учёных, и первым профессором, награждённым из фонда Ола, стал Сурья Пракаш.

## Награды и премии
- 1963 — Получатель национальной или международной награды по дисциплине, премия Американского химического общества за вклад в химию нефти
- 1967 — Премия им. Лео Хендрика Бакеладна[нем.]
- 1970 — Получатель национальной или международной награды по дисциплине, Медаль Морли
- 1972 — Лауреат стипендии Гуггенхайма (Член фонда Гуггенхайма)
- 1974 — Член общества содействия науке, Япония
- 1976 — Член Национальной академии наук, США
- 1977 — Премия столетия, Британское химическое общество
- 1979 — Лауреат стипендии им. Александра фон Гумбольта, Alexander von Humbolt-Stiftung Награда для старших учёных США
- 1980 — Заслуженный профессор Университета Южной Калифорнии, Химический факультет
- 1983 — Глава кафедры органической химии Института исследования углеводородов имени Дональда и Катерины Локеров
- 1985 — Награда Южно-Калифорнийского университета за творчество в исследованиях и стипендия
- 1988 — Почётный доктор философии, Honoris Causa, Университета Дарема, Великобритания
- 1988 — Лауреат стипендии Гуггенхайма
- 1989 — Член Европейской академии наук, искусств и литературы
- 1989 — Почётный доктор философии Технологического университета Будапешта
- 1990 — Почётный член Венгерской Академии наук
- 1990 — Почётный доктор наук университета Мюнхена
- 1994 — Нобелевская премия по химии
- 1996 — Медаль Ф. А. Коттона[нем.]
- 2001 — Премия имени Артура Коупа
- 2005 — Медаль Пристли
- 2006 — Командор со звездой ордена Заслуг
- 2006 — Почётный доктор философии университета Шопрона, Венгрия
- 2007 — Почётный член Немецкого химического общества
- 2007 — Почётный гражданин города Будапешта, Венгрия
- 2008 — Заслуженный профессор Университета Южной Калифорнии, Инженерная школа
- 2009 — Член национальной академии, Национальная инженерная академия
- 2011 — Премия Сеченьи
- 2013 — Приз Премьер-министра Эрика и Шейлы Самсон за инновации в разработке альтернативных видов топлива для транспорта
- 2013 — Будапештская премия им. Земмельвайса